# Gus Bivona

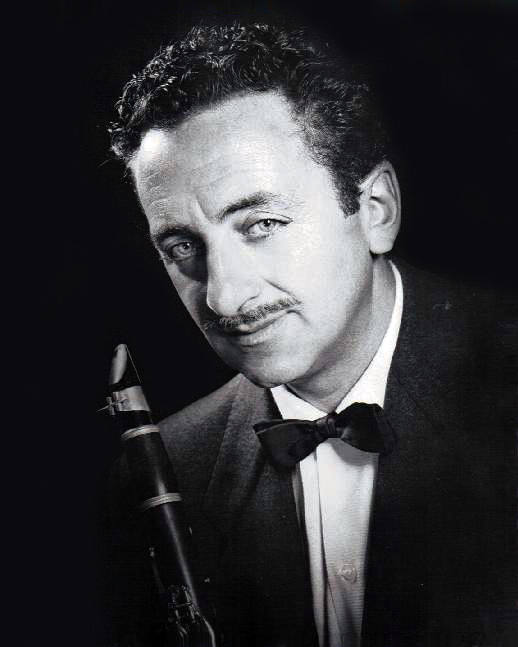
Gus Bivona

Gus Peter Bivona (New London, 25 november 1915 - Woodland Hills, 5 januari 1996 was een Amerikaanse jazz-saxofonist en -klarinettist uit het bigband-tijdperk. Hij werkte onder meer met Charlie Christian en Benny Goodman.
Bivona had muzikale ouders: zijn moeder was een pianiste, zijn vader een gitarist. Zijn eerste instrument was de viool, maar hij stapte over op de saxofoon en klarinet toen hij zo'n zestien jaar oud was. Zijn eerste betaalde werk was bij de band van Spider Johnson, daarna speelde hij bij het orkest van Leo Scalzi. In 1935 was hij lid van het Jimmy Monaco Orchestra uit New York, gevolgd door werk bij het Hudson-DeLange Orchestra en enkele maanden bij Bunny Berigan (1938). Daarna speelde hij bij Will Hudson en Teddy Powell. In 1940 had hij kort een eigen band, daarna was hij sideman van Benny Goodman (1940-1941) en Charlie Christian. Hij speelde bij Jan Savitt en de band van Les Brown en na de oorlog werkte hij met Tommy Dorsey en Bob Crosby. In 1947 werd hij aangenomen als studiomuzikant voor MGM, waarna hij speelde op veel soundtracks en platensessies. In de jaren vijftig ging Bivona werken met tv-ster, komiek en musicus Steve Allen, waarmee hij optrad en ook (jazz)platen maakte.

## Discografie (selectie)
- Music For Swingers, 1957
- Ballads, Bounce & Bivona, 1959
- Bivona Deals in Millions, 1960